# چین‌لینگ
چین‌لینگ (انگلیسی: Qinling) یک رشته‌کوه با امتداد شرقی غربی در جنوب استان شاآنشی در چین است. به این کوه‌ها، کوهستان چین هم گفته می‌شود. نام قدیمی‌تر آن نان‌شان (کوهستان جنوبی) بود.
این کوهستان مرزی طبیعی بین شمال و جنوب چین ایجاد کرده و گونه‌های فراوانی از گیاهان و جانوران را در خود جای داده‌است که برخی از آنها در هیچ جای دیگر جهان یافت نمی‌شوند.
در شمال این کوه‌ها دره رود وی قرار دارد که مرکز کهن تمدن چین و منطقه‌ای با تراکم جمعیتی بالا است. در جنوب چین‌لینگ نیز دره رود هان واقع شده‌است. در غرب چین‌لینگ خطی از ارتفاعات در امتداد لبه شمالی فلات تبت قرار دارد. در سمت شرق کوهستان چین‌لینگ نیز کوه‌های فاینیو و دابی‌شان از دشت ساحلی بیرون آمده‌اند.
دامنه‌های شمالی کوهستان چین‌لینگ گرمسیری است اما از آنجا که این کوه‌ها مانند مانعی برای عبور رطوبت عمل می‌کنند آب و هوای سمت شمالی نیمه‌خشک است و حیات وحش آن نیز چندان غنی نیست.
این کوهستان همچنین در تاریخ به منزله یک خط دفاعی طبیعی علیه تهاجم قبایل کوچ‌گرد شمالی عمل کرده‌است و تنها ۴ گردنه به عنوان گذرگاه از سمت شمال به جنوب در این کوهستان وجود دارد.
در اواخر دهه ۱۹۹۰ میلادی یک تونل خط آهن و یک مسیر مارپیچی خط آهن ساخته شد و از این طریق سفر به دو سوی کوهستان آسان‌تر گشت.
بلندترین کوه در این رشته‌کوه، کوه تایبای با ۳٬۷۶۷ متر ارتفاع است. این کوه در حدود ۱۰۰ کیلومتری غرب شی‌آن، پایتخت باستانی چین، واقع شده است. در این کوهستان، سه قله که از نظر فرهنگی اهمیت دارند عبارتند از کوه هوآ (۲٬۱۵۵ متر)، کوه لی (۱٬۳۰۲ متر) و کوه مایجی (۱۷۴۲ متر).

## زیست گیاهی
ناحیه بوم‌شناختی کوهستان چین‌لینگ از نوع جنگل‌های برگ‌ریز است.
چین‌لینگ خط‌الرأس دو حوضه آبریز رود زرد در شمال چین و حوضه یانگ‌تسه در جنوب به‌شمار می‌آید. حوضه رود زرد از نظر تاریخی زیستگاه جنگل‌های پهن‌برگ برگ‌ریز است و حوضه یانگ‌تسه موطن جنگل‌های پهن‌برگ همیشه‌سبز گرمسیری معتدله.

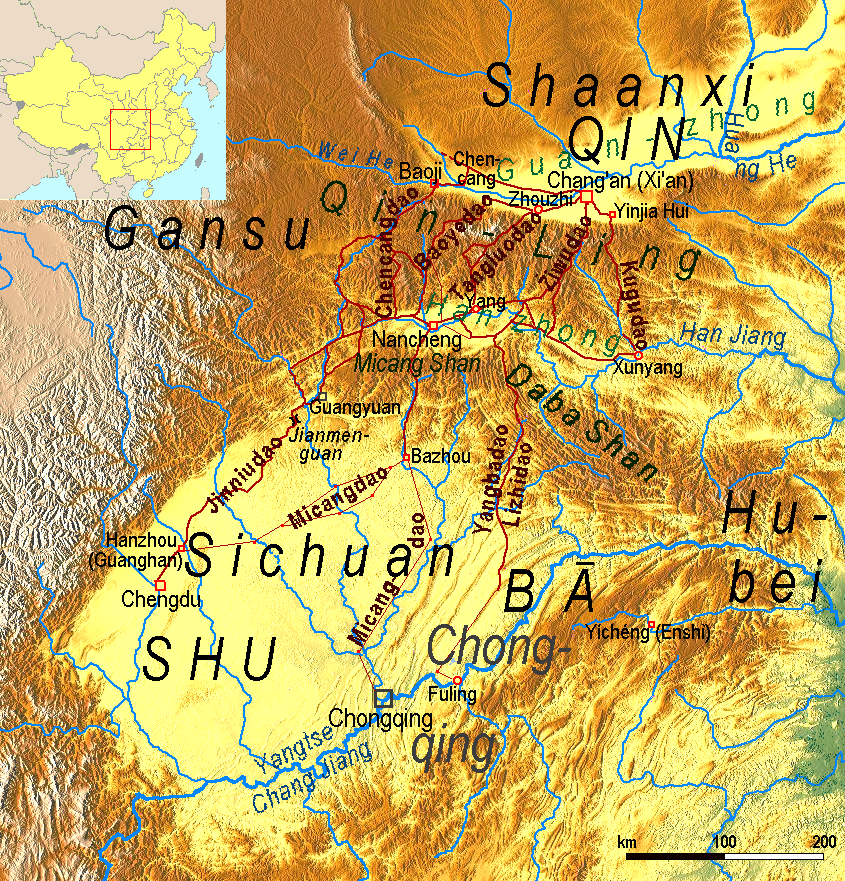
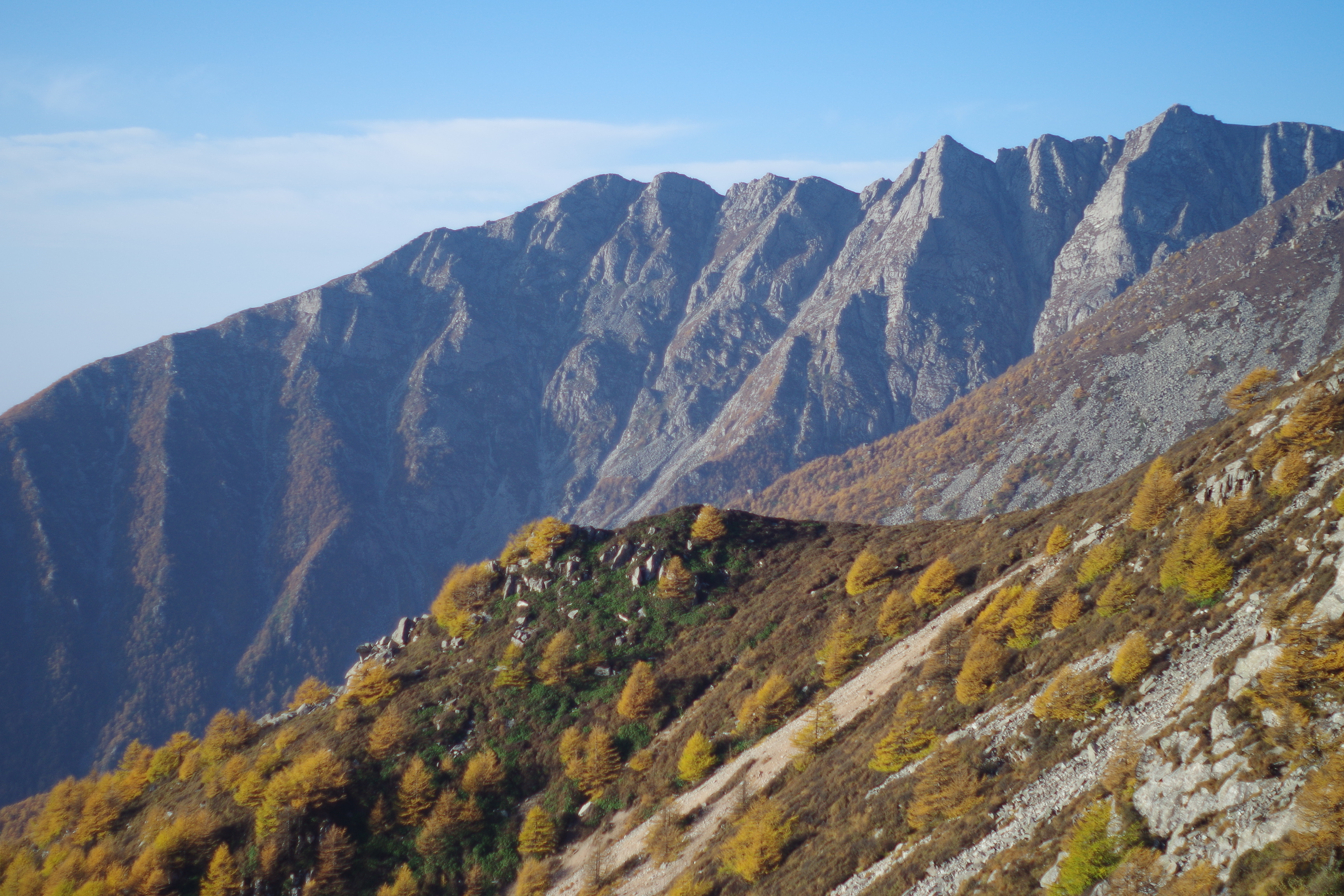
کوه تایبای
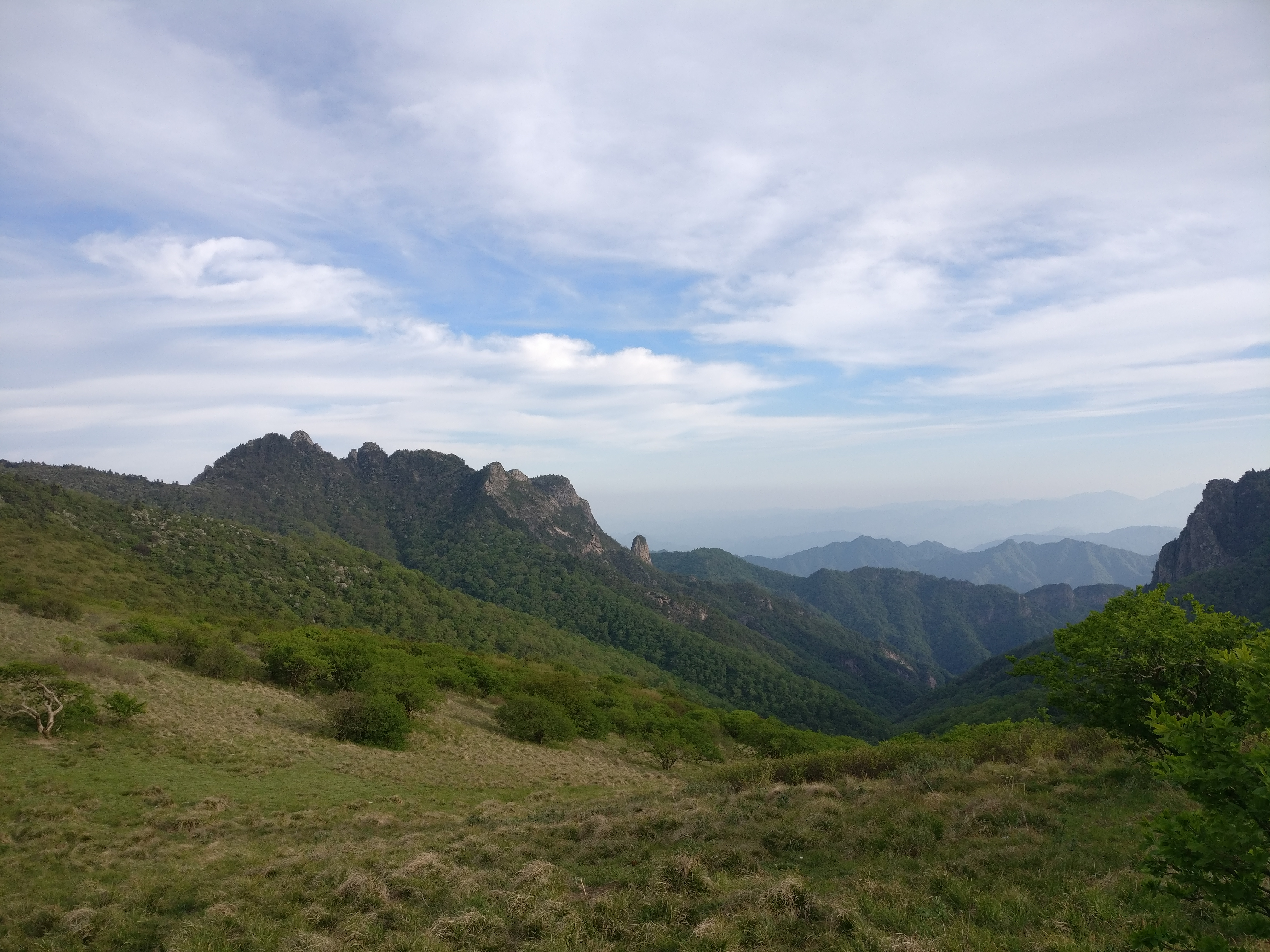